# ドイツ・ソビエト境界友好条約
ドイツ・ソビエト境界友好条約（ドイツ・ソビエトきょうかいゆうこうじょうやく、ドイツ語: Deutsch-Sowjetischer Grenz- und Freundschaftsvertrag、ロシア語: Договор о дружбе и границе между СССР и Германией）は、ナチス・ドイツとソビエト連邦がポーランドに侵攻したのちの1939年9月28日に、両国によって調印された条約である。
ドイツ語の名称は「ドイツ＝ソヴィエト境界友好条約」、ロシア語の名称は「ソ連＝ドイツ友好境界条約」であり、国名の順序が異なるほか、「境界」「友好」の順序も異なっている。

## 概要
その調印はドイツとソ連の外相のヨアヒム・フォン・リッベントロップとヴャチェスラフ・モロトフによって行われた。これは同年8月23日に調印されたモロトフ・リッベントロップ条約（独ソ不可侵条約）を前進させたものである。
ドイツは18世紀末のフリードリヒ2世統治下の南プロシアの旧国境線を再び確保し、ソ連はルーマニア国境近くの油田地帯を確保することとなった。

## 秘密議定書
この条約にはいくつかの秘密条項が付けられた。これらの条項は相手側が占領したポーランドの領域からロシアとドイツの同胞を交換することを認め、モロトフ・リッベントロップ条約に指示された中央ヨーロッパの勢力範囲の再決定を行い、そしていかなる「ポーランド人の扇動」も抑圧することへの合意も含まれた。
ドイツ国防軍がポーランドに前進した際にドイツはルブリン県とワルシャワ県東部の支配権を得たが、モロトフ・リッベントロップ条約によるとその領域はソビエトの勢力範囲の中にあった。この損失分をソ連に補償するため、条約の秘密付帯事項は、ナチスが「スヴァウキ三角地帯」とも呼ばれるスヴァウキ地方の小さな領域を除くリトアニア全土（ヴィリニュス地方を含む）をソビエトの勢力範囲に渡したことを詳しく記している。
この譲渡により、ソ連は1940年6月15日にリトアニアを占領し、リトアニア・ソビエト社会主義共和国を樹立することが可能となった。